# L'últim salt (pel·lícula de 2005)
L'últim salt  (títol original: The Last Drop) és una pel·lícula britànica dirigida per Colin Teague, estrenada el 2005. Ha estat doblada al català.

## Argument
Setembre de 1944. Esperant posar fi per Nadal a la Segona Guerra Mundial, Winston Churchill llança l'operació Horta: envia 35.000 soldats darrere de les línies enemigues, a l'Holanda ocupada pels alemanys. Entre les tropes britàniques hi ha un petit grup d'homes el nom dels quals en clau és "Caixa de Llumins", i amb un objectiu molt diferent: han de trobar un impressionant tresor d'or holandès i obres d'art que els nazis guarden en un lloc aparentment inexpugnable. A més, els homes que formen el grup són realment civils disfressats de militars, que hauran d'enfrontar-se a soldats alemanys endurits en la guerra, capaços de matar a sang freda. El desafiament no ha fet més que començar.

## Repartiment
- Billy Zane: Tinent Robert Oates
- Laurence Fox: Major Klaus Kessler
- Neil Newbon: Caporal Rhys Powell
- Lucy Gaskell: Benitta
- Karel Roden: Sergent Hans Beck
- Michael Madsen: coronel J.T. Colt
- Alexander Skarsgård: Jergen Voller.
- David Ginola: Dieter Max
- Louis Dempsey: Snyder
- Coral Beed: Saskia
- Andrew Howard: Caporal Edward Banks
- Jack Dee: Warren
- Neil Newbon: Rhys Powell
- Agathe de la Boulaye: Katrina
- Tommy Flanagan: Caporal Baker

## Al voltant de la pel·lícula
L'ex futbolista David Ginola encarna un soldat alemany, Dexter Marx.